# Bendegúz Bolla
Bendegúz Bence Bolla (ur. 22 listopada 1999 w Székesfehérvárze) – węgierski piłkarz grający na pozycji obrońcy w austriackim klubie Rapid Wiedeń   oraz reprezentacji Węgier. Uczestnik Mistrzostw Europy 2020.